# Репнин, Пётр Иванович (боярин)
Пётр Иванович Репнин († 1546) — князь, русский военный и государственный деятель, воевода и боярин, сын боярина и воеводы князя Ивана Михайловича Репни-Оболенского.

## Биография
В 1515-1516 годах — первый воевода передового полка на Вошане, где оборонял южнорусские рубежи от набегов крымских татар. Стоял в Красном селе и был одним из воевод в Новгород-Северском (1518—1519). В 1524 году первый воевода полка правой руки в конной рати во время похода на Казанское ханство. На свадьбе великого князя Василия III Ивановича с Еленой Глинской был «у постели» и в мыльне подавал платье Государю (28 января 1526). В 1527-1529 годах — воевода на Кашире, в Новгород-Северском и на Коломне.
В 1530 годах воевода полка правой руки конной рати в походе русской армии на Казанское ханство. В 1531 году второй воевода Большого полка в Козельске, затем воевода на реке Угре. В 1533 году во время нападения казанского хана Сафа Герая на русские владения П. И. Репнин в чине второго воеводы выступил из Коломны в Муром.
В 1534 году — первый воевода полка правой руки в походе русской рати на Великое княжество Литовское. В 1535 году был пожалован в бояре. В 1536-1537 годах — наместник в Рязани, затем второй воевода большого полка во Владимире. В 1538 году — второй воевода полка правой руки в Коломне, в 1540 году — второй воевода большого полка в Коломне. В 1542 и 1544 годах дважды был вторым воеводой большого полка во Владимире.
В 1546 году боярин князь Пётр Иванович Репнин скончался, оставив после себя двух сыновей.

## Семья
- Отец: Иван Михайлович Репня-Оболенский

Сыновья:
- Михаил Петрович Репнин († 1565) — стольник, боярин и воевода.
- Юрий Петрович Репнин († после 1563) — дворянин московский и воевода[1].